# Tiếp thị kinh doanh
Tiếp thị kinh doanh là một hoạt động tiếp thị của các cá nhân hoặc tổ chức (bao gồm các doanh nghiệp thương mại, chính phủ và các tổ chức). Nó cho phép họ bán sản phẩm hoặc dịch vụ cho các công ty hoặc tổ chức khác bán lại chúng, sử dụng chúng trong các sản phẩm hoặc dịch vụ của họ hoặc sử dụng chúng để hỗ trợ công việc của họ. Đó là một cách để thúc đẩy kinh doanh và cải thiện lợi nhuận quá.
Tiếp thị kinh doanh còn được gọi là tiếp thị công nghiệp hoặc tiếp thị từ doanh nghiệp đến doanh nghiệp (B2B).  Trong tiếp thị tiêu dùng, quảng cáo có thể rộng và tương tác với khách hàng thường diễn ra thông qua các nhà bán lẻ lớn. Tiếp thị kinh doanh khác nhau ở chỗ nó dựa vào mối quan hệ trực tiếp, cá nhân hơn nhiều giữa các doanh nghiệp.
Những kỹ năng cần có khi thực hiện tiếp thị kinh doanh:
Các chuyên gia tiếp thị kinh doanh khao khát phải có được kỹ năng tiếp thị và dịch vụ khách hàng nói chung. Cũng phải có khả năng phù hợp với các sản phẩm và thế mạnh của công ty mình với nhu cầu của thị trường mục tiêu. Để đảm bảo lợi nhuận, các nhà tiếp thị giữa các doanh nghiệp cũng phải định giá sản phẩm và dịch vụ để bán tốt trong một thị trường nhất định. Các chuyên gia tiếp thị kinh doanh có nhiều trách nhiệm bổ sung, bao gồm:
·       Thực hiện cuộc gọi bán hàng
·       Duy trì và quảng bá thương hiệu
·       Xác định thị trường mục tiêu
·       Tạo khách hàng tiềm năng
·       Thực hiện ra mắt sản phẩm
·       Tạo và đánh giá các chương trình tiếp thị